# Баженова Ольга Дмитрівна
Ольга Дмитрівна Баженова (біл. Вольга Дзмітрыеўна Бажэнава; 24 лютого 1956, Вологда) ― білоруський мистецтвознавець, дослідник типології культури, доктор мистецтвознавства.

## Біографія
Закінчила Інститут живопису, скульптури та архітектури імені І.Я. Репіна Академії мистецтв РСР (1980). З 1989 року викладала в Білоруському політехнічному університеті, з 1996 року ― в Європейському гуманітарному університеті (Мінськ), надалі професор кафедри мистецтва Білоруського державного університету. Кандидат мистецтвознавства за темою «Монументальні ансамблі Білорусі XVIII століття» (1985), доктор мистецтвознавства за темою «Монументально-декоративне мистецтво Несвіжа» (2013). Нагороджена грамотою папи Римського Бенедикта XVI (2007) і медаллю преподобної Євфросинії Полоцької (2009).

## Наукові напрямки
Типологія мистецтва, білоруського мистецтва бароко, білоруський іконопис, релігійний, портретний живопис. Автор понад 100 публікацій про культуру Білорусі, історії білоруського мистецтва. Упорядник, автор тексту і коментарів фундаментального видання «Радзивілли. Альбом портретів XVIII―XIX століть» (2010). Учасник низки наукових конференцій, національних і міжнародних проектів.

## Деякі роботи
- Радзівілловський Несвіж. Розписи костелу Божого Тіла. — Мн., 2007
- Набуття образу: білоруська православна культура в слов'янському світі. ― Мн., 2009
- Мистецтво інтер'єру. Історія. Стилеутворення. Навчальний посібник. ― Мн., БГУ, 2012
- Білоруси Москви. XVII століття. ― Мн., 2013